# М1 Ейбрамс
M1 Abrams (Ейбрамс) е американски основен боен танк от последно поколение. Разработен е от корпорацията Chrysler и заменя остарелите М48А5 Patton и М60 Патън. Abrams е наречен на американския генерал Крейтън Ейбрамс, който е бил началник-щаб и командир на 37-и бронетанков полк, участвал активно във Виетнамската война.
Танкът се отличава с голямо бойно тегло, изключително устойчива композитна броня и мощен газотурбинен двигател. Създадени са три негови варианта – M1, M1А1 и M1А2, като производството на последните два продължава до днес. Цената на един Abrams достига $4,3 млн. в зависимост от варианта.

## Разработване
Към 70-те години танкът М60 започва да остарява, и първият опит за създаване на негов заместник е MBT-70, разработен съвместно от САЩ и Западна Германия. М60 е представлявал развитие на М26 Пършинг от Втората световна война, а бронята и оръдието му не са превъзхождали тези на съветските танкове от 60-те. Подобно на много други западни проекти от 60-те, MBT-70 включва най-новите разработки в областта на военното дело.
M1 Abrams е бил разработен от отбранителното крило на корпорацията Chrysler – Chrysler Defense, в края на 70-те години. Първият прототип, XM, е създаден и тестван през 1979. Танкът влиза на въоръжение в американската армия през 1980. Въоръжението му е било същото като на М60 – 105 mm нарезно оръдие М68. През 1985 е създаден подобрен вариант – M1А1, с ново 120 mm оръдие Rheinmetall М256, което се използва и на Леопард-2, подобрена броня и комплект за ЯХБЗ. M1А2 е оборудван с още техника, самостоятелен контролен пункт и термографски мерник за командира, системи за навигация и позициониране, компютър с дигитални данни за бойното поле и нова радиоапаратура. M1A2 SEP (System Enhancement Package, Пакет със системни подобрения) има инсталирани дигитални географски карти, компютър за позициониране и следене на приятелските бойни единици, подобрена охладителна система за екипажа и много допълнителна електронна техника.
Впоследствие към бронята на всички варианти са добавени плочи с обеднен уран, ламинирани със стоманени листове, и е направена стандартизация на машинните компоненти, за да съответстват частите на американската армия с тези, които се използват в корпуса на морската пехота. Танкът може да бъде оборудван с плуг за чистене на мини. Производни на M1 Abrams са бронираната ремонтно-евакуационна машина „Гризли“, както и тежкият самоходен мост M104 Уулвърийн.
Конструирани са над 8 800 танка M1 и M1А1, с цена между $2 350 000 и $4 350 000 в зависимост от варианта. През 80-те години Chrysler Defense е купена от General Dynamics и производството на танка продължава до днес в Лима, Охайо.

## Характеристики

### Броня и защитни системи
M1 Abrams е защитен с композитна броня тип Chobham, която е развитие на британската Бърлингтън. Тя се състои от слоеве различни материали с малки пространства помежду си:
- различни сплави на стоманата;
- керамичен слой;
- различни видове пластмаса;
- кевларен слой;
- плочи от обеднен уран, ламинирани в стомана. Поставени са само в челната част на танка.

Тази комбинация дава челна ЕЛХБ защита на купола между 1 320 и 1620 mm срещу кумулативни снаряди, и от 940 до 960 mm срещу кинетични снаряди. Комплектът за градски условия включва и тухли реактивна броня по страничните бордове. Горивните резервоари и касетите с боеприпаси са защитени от противоударни панели, които елиминират възможността от взрив при по-мощно попадение или евентуално проникване на снаряд в бойното отделение. Урановите плочи са добавени по-късно към всички модели на Abrams. Първите танкове, които биват модернизирани по този начин, са разположените в Западна Германия през 80-те години, понеже се е смятало, че именно те ще поемат първата атака в случай на съветска инвазия. Малко преди Войната в Залива всички останали американски танкове също са оборудвани с уранови плочи. Те повишават драстично защитата на Abrams срещу всички видове оръжия, но и увеличават значително теглото му. Защитата, която осигуряват, е 610 mm ЕЛХБ. Бронята на танка се е оказала непробиваема за иракските Т-72 дори от близки разстояния, а дори и за приятелски кинетични снаряди с обеднен уран. Имало е случай, където един M1А1 засяда в кално езеро, и се налага да бъде изоставен от екипажа си. За да не бъде пленен от иракските войски, се налага унищожаването му с кинетични снаряди с обеднен уран, които се оказват неефективни и танкът бива взривен отвътре.
Някои Abrams имат система от противомерки срещу противотанкови ракети. Тя е монтирана в предната част на купола. Тъй като е имало случаи, в които след вражеско попадение в бойното отделение възниква пожар, машините са оборудвани и със система от специализирани пожарогасители, които потушават огъня за секунди.

### Въоръжение

#### Нарезно оръдие М68А1
Най-ранните M1 са били въоръжени с нарезно оръдие М68А1, което е било разпространено и на по-ранните американски танкове. То се базира на британското L7 и може да изстрелва кумулативни и осколъчно-фугасни снаряди, както и снаряди с бял фосфор. Макар и изключително ефективно и широко разпространено, то не е било подходящо за танка – американските военни са се нуждаели от оръдие с ефективен обсег над 3 km. М68А1 има сходна огнева мощ както М256, но само до 3 000 метра. След това разстояние ефективността му намалява.

#### Гладкостволно оръдие М256
Основното въоръжение на M1А1 и M1А2 днес е 120 mm оръдие М256А1, което е разработено от германската компания Rheinmetall. То е вариант на Rheinmetall L44, което е монтирано и на други модерни танкове, като Меркава 4, Леопард-2 и К1. М256А1 се произвежда под лиценз в САЩ от Уотървлиът Арсенал. Зареждането се осъществява ръчно, понеже американските военни считат автоматичните зареждащи механизми за неефективни и податливи на повреди, които трудно се отстраняват. Основните боеприпаси на танка са кинетични и кумулативни. Новите шрапнели M1028 са създадени специално за борба с жива сила и са приложени за пръв път в началото на войната в Ирак през 2003. Всеки шрапнел съдържа 1 098 сферични осколъчни елементи. При изстрелване той се пръсва (подобно на куршум от пушка-помпа) и е смъртоносен за вражеската пехота на разстояние до 600 метра. M1028 може да пробие и подсилени бетонни стени на разстояние до 75 метра.
Основният кумулативен снаряд е М830А1, който има сложен електронен фитил и повече осколъчни елементи. Освен срещу жива сила, този снаряд е ефективен и срещу бронирани цели и има възможност да нанася поражения по ниско прелитащи вертолети или самолети. Кинетичните снаряди М829А2 и М829А3 са създадени специално за борба с добре защитени танкове като Т-80У и Т-90, които са снабдени с реактивна броня Контакт-5. Разработва се ново поколение такива снаряди, чийто сърдечник е с частично ракетно задвижване, а самият снаряд е управляем и има обсег от около 12 km.

#### Допълнително въоръжение
Танкът е въоръжен с 3 картечници:
- Една 12,7-mm картечница М2 Браунинг пред командирския люк, дясната част на купола. При M1А1 командирът разполага с увеличителни прибори. При M1A2 и M1A2SEP картечницата е поставена на подвижна стойка, което налага командирът да се подаде от купола и да стане уязвим за вражески огън. Комплектът за бой в градски условия (TUSK) включва и промяна на самата картечна позиция, позволяваща дистанционно управление на автоматичен гранатомет Мк 19 или М2 по електронен път. Системата се нарича CROWS и е приложена и на бронираната бойна машина Страйкър.
- Една 7,62-mm картечница М240 пред люка на пълнача, лявата част на купола. Някои танкове са били оборудвани с бронещитове за тази картечна позиция (виж картинката вдясно), както и с прибори за нощно виждане.
- Втора 7,62-mm картечница М240, сдвоена с оръдието. Тя се насочва и управлява от същата компютърна система, която се използва за оръдието.

Освен картечниците на купола са монтирани и 6 димни гранатомета (танковете на морската пехота имат по 8). Те могат да създадат гъста димна завеса, която защитава танка от инфрачервените прибори на врага, освен това могат да изстрелват и диполни отражатели. В бойното отделение има място и за складиране на карабини М4 или автомати M16, с които екипажът трябва да се въоръжи, в случай че се наложи изоставянето на танка в условия на сражения. Самите войници разполагат с пистолети М9 Берета.

#### Системи за насочване
M1 Abrams е оборудван с балистичен компютър за управление на огъня, който получава данни от GPS-системата на командира или термографските му прибори. Компютърът изчислява ъгъла на стрелба, избира типа амуниция, която да се изстреля и определя разстоянието до целта. Тези три компонента се определят посредством лазерен далекомер, странични сензори за вятър, сензор за определяне на наклона на машината, като се взимат предвид температурата както на мунициите, така и на околната среда, и атмосферното налягане. Еталонният сензор на дулото (muzzle reference sensor – MRS) отчита и компенсира наклона на цевта, породен от гравитацията, както и загряването на дулото при стрелба или от слънчевите лъчи. Последният елемент са проследяващите тахометри, които определят скоростта на целта. По този начин системата за управление на огъня гарантира 95% вероятност за точно попадение по целта в стандартния обсег.
Както командирът, така и стрелецът могат да бъдат оператори на оръдието. Ако възникне повреда в основните насочващи системи, прицелването е възможно с оптичните мерници на оръдието, които имат две лещи с различни координатни кръстове – една за стрелба кумулативни и една за стрелба с кинетични и „умни“ боеприпаси.

### Подвижност
Танкът се задвижва от един газотурбинен двигател Honeywell AGT1500 с мощност 1 500 к.с. трансмисията (Allison X-1100-3B) е хидрокинетична и има 6 предавки – 4 предни и 2 задни, с възможност за автоматично управление. Максималната скорост на M1 е 72 km/h по шосе и 48 km/h по пресечен терен. На двигателя има поставен ограничител, без който е възможно достигането на скорости до 110 km/h, но над 72 km/h има опасност от повреда на зъбните предавки и възникване на пожар в двигателя заради прекомерно нагряване. Възможно е зареждането с дизелово гориво, керосин, всички видове автомобилен бензин. Американската армия зарежда танковете си със самолетно гориво JP-8, за да се улесни логистиката.
Турбината на двигателя обаче създава много гореща струя от газ зад танка, което затруднява движението на пехотата в градски условия. Самият двигател обаче е много тих, което дава тактическо преимущество на M1 Abrams. Освен това той е малък, лек, лесно се монтира и демонтира, и се поправя бързо. Танкът може да се превозва от два модела самолети на американската армия – C-5 Галакси или C-17 Глоубмастър III, но това се прави рядко заради големия обем на машината (Галакси може да превозва два танка, а Глоубмастър – само един).

## Употреба
M1 Abrams е бил замислен като основен боен танк на американските войски в Европа през Студената война. Редовните тренировки, провеждани най-често в Западна Германия, са включвали подготовка за защита срещу съветски въоръжения. Въпреки това танкът се използва в истински сражения по време на Войната в Залива (1991) и Войната в Ирак (2003).

### Операция Пустинна буря (1991)
Съединените щати разполагат общо 1 848 танка Abrams в Саудитска Арабия през 1991. M1А1 без проблеми унищожава иракските Т-55 и Т-62, както и сглобените в Ирак Т-72 и Асад Бабил. Най-активните сражения са срещу Т-72, чийто износен модел (с какъвто иракчаните са били въоръжени) не е имал система за нощно виждане или далекомери. Едва 23 танка Abrams са изкарани от употреба по време на Пустинна буря, и нито един от танкистите им не е бил убит вследствие на вражески огън. M1A1 е в състояние да унищожи в движение вражески танк от разстояние 2 000 метра, докато обсегът на оръдията на иракските танкове е бил едва 1 800 метра, при това те не са можели да изстелват ПТУР, подобно на руските Т-72. Макар повечето източници да твърдят, че американски Abrams не е бил унищожаван от иракски танк, няколко M1А1 са били поразени изключително тежко, което е наложило да бъдат ремонтирани дълго време. Един от тях е бил ударен от три кинетични снаряда, изстреляни от Асад Бабил (виж този документ) и е изкаран от строя. На 26 февруари 1991 поне 6 танка Abrams са били изкарани от строя вследствие на приятелски огън от вертолети Апачи. Според началник-щаба по планиране и командване на американската армия, през 1991 са били изкарани от строя и унищожени едва 23 танка.

#### Списък с повредени или унищожени M1 през 1991
| No. | Идентификационен номер                                                  | Вид оръжие                                                                           | Място и дата                                          | Описание на поражението | Жертви       |
| --- | ----------------------------------------------------------------------- | ------------------------------------------------------------------------------------ | ----------------------------------------------------- | --- | ------------ |
| 1.  | Bumper B-31 TF 1 – 5 CAV                                                | Мина                                                                                 | 19 февруари недалеч от Уади Ал-Батин („Джоб на Руки“) | Вериги/Двигател | Няма         |
| 2.  | Неизвестен 1-ва бригада, 2-ра бронетанкова дивизия                      | Мина                                                                                 | 24 февруари Южен Кувейт                               | Вериги | Няма         |
| 3.  | Bumper K-42 2-ри брониран кавалерийски полк                             | Противотанкова артилерия                                                             | 25 февруари 73 Ийстинг                                | Унищожени картечница и лява горивна клетка                                                                                             | 1 РВБ        |
| 4.  | Bumper B-66 TF 1 – 41, 2-ра бронетанкова дивизия                        | Три кинетични снаряда с ОУ след удар от иракско РПГ                                  | 26 февруари линия Норфолк                             | Пробив на корпуса под купола | 1 ЗВБ, 2 РВБ |
| 5.  | Bumper B-22 TF 1 – 41, 2-ра бронетанкова дивизия                        | Един кинетичен снаряд с ОУ                                                           | 26 февруари линия Норфолк                             | Удар по челната броня без пробив | 1 РВБ        |
| 6.  | Bumper A-14 TF 1 – 41, 2-ра бронетанкова дивизия                        | Един кинетичен снаряд с ОУ                                                           | 26 февруари линия Норфолк                             | Един удар в лявата част на корпуса, много поражения вследствие на пожар                                                                | 3 РВБ        |
| 7.  | Bumper A-31 TF 1 – 41, 2-ра бронетанкове дивизия                        | частици от кинетичен снаряд с ОУ                                                     | 26 февруари линия Норфолк                             | Удар в задната лява част на корпуса | няма         |
| 8.  | Bumper A-33 TF 1 – 41, 2-ра бронетанкова дивизия                        | Два кинетични снаряда с ОУ след удар от ПТУР TOW                                     | 26 февруари линия Норфолк                             | Двоен пробив в корпуса | 3 РВБ        |
| 9.  | Bumper D-24 TF 1 – 37, 1-ва бронетанкова дивизия                        | Малокалибрен кумулативен снаряд                                                      | 26 февруари нападение срещу дивизията Тауакална       | Удар по ЯХБЗ-системата, пробив в корпуса                                                                                               | 2 РВБ        |
| 10. | Bumper B-23 TF 1 – 37, 1-ва бронетанкова дивизия                        | Едрокалибрен кумулативен снаряд, после кинетичен (без ОУ, вероятно иракски)          | 26 февруари нападение срещу дивизията Тауакална       | Две попадения, едното поразява задните решетки на двигателя, при другото има двоен пробив на корпуса, катастрофални поражения от пожар | 1 РВБ        |
| 11. | Bumper C-12 TF 1 – 37, 1-ва бронетанкова дивизия                        | Един кинетичен снаряд с ОУ, после удар от ПТУР                                       | 26 февруари нападение срещу дивизията Тауакална       | Двоен пробив на корпуса, противотанковата ракета предизвиква пожар в складовото отделение                                              | няма         |
| 12. | Bumper C-66 TF 1 – 37, 1-ва бронетанкова дивизия                        | Два малокалибрени кумулативни снаряда                                                | 26 февруари нападение срещу дивизията Тауакална       | Лек пробив в задната лява част на корпуса, другият снаряд предизвиква малки поражения по купола, но не пробива бронята                 | 3 РВБ        |
| 13. | Bumper C-12 TF 4-8-и CAV, 3-та бронетанкова дивизия                     | 73 mm снаряд от БМП-1                                                                | 26 февруари нападение срещу дивизията Тауакална       | Леки поражения по бронята и 12,7 mm картечница                                                                                         | 1 РВБ        |
| 14. | Bumper B-24 TF 4-8-и CAV, 3-та бронетанкова дивизия                     | Непряк вражески огън                                                                 | 26 февруари нападение срещу дивизията Тауакална       | Леки поражения по бронята | няма         |
| 15. | Bumper C-24 TF 4-8-и CAV, 3-та бронетанкова дивизия                     | Приятелски кумулативен снаряд                                                        | 26 февруари нападение срещу дивизията Тауакална       | Складовото помещение унищожено от шрапнел, пукнатина в оръдието                                                                        | няма         |
| 16. | неизвестен номер 197-а бригада, 24-та пехотна дивизия                   | Танкът бива обездвижен от вражески огън, след това унищожен с кинетични снаряди с ОУ | 27 февруари щурмуване на летището Талил               | Взрив на амунициите | няма         |
| 17. | неизвестен номер 197-а бригада, 24-та пехотна дивизия                   | Засяда в кал, после унищожен с КС-ОУ                                                 | 27 февруари щурмуване на летището Талил               | Взрив на амунициите | няма         |
| 18. | неизвестен номер 197-а бригада, 24-та пехотна дивизия                   | Засяда в кал, после унищожен с КС-ОУ                                                 | 27 февруари щурмуване на летището Талил               | Взрив на амунициите | няма         |
| 19. | Bumper HQ66 Командирски танк, TF 4-64 Armor, 24-та бронетанкова дивизия | Два кинетични/кумулативни 100 mm снаряда                                             | 27 февруари югозападно от Басра                       | Основният мерник на оръдието е повреден, пробив в горивния резервоар. След ремонт танкът продължава сраженията на следващия ден.       | няма         |
| 20. | неизвестен номер Номер на купола:5840U Номер на корпуса:D10060          | Три кинетични снаряда от иракски Т-72                                                | Неизвестни                                            | Два частични пробива в задната част на купола, третият снаряд счупва урановата плоча в челната част на купола                          | няма         |
| 21. | Bumper A-22 (?) TF 4 – 64, 24-та пехотна дивизия                        | Взрив на иракски Т-72                                                                | 2 март петролни полета на Румейла                     | Складовият отсек е унищожен от пожар взрив на амуниции                                                                                 | 1 РВБ        |

### Операция Свобода за Ирак (2003)
Последните бойни действия, в които Abrams участва активно, са сраженията срещу иракската армия по време на американската инвазия през 2003 година. В бойните действия американските войски срещат значителна, но неефективна съпротива, най-вече заради пълното въздушно превъзходство на САЩ. Най-яркият пример за мощта на по-новия M1А2 е унищожаването на 7 иракски Асад Бабил без никакви загуби от американската страна, като разстоянието между двете вражески формирования е било по-малко около 50 метра. Въпреки това няколко танка биват загубени вследствие на огън с РПГ-та, взривове на бомби и малокалибрени оръжия.
На 29 октомври 2003 двама войници загиват и един остава тежко ранен, след като техният Abrams попада на сухопътна мина, комбинирана с 500 кг експлозив и няколко 155 mm артилерийски снаряди. Куполът на танка се откъсва от корпуса при експлозията, а останалата част от машината е тотално унищожена.
При напредването на морската пехота към Багдад един танк преминава по мост, който се срутва в река Ефрат. Всички 4-ма морски пехотинци екипаж се удавят.
В началото на щурма на Багдад задната част на M1А1 е ударена със снаряд от безоткатно оръдие, който пробива решетката на двигателя и един от горивните резервоари. Горивото изтича в двигателя и избухва пожар. Екипажът премахва част от оборудването, понеже огънят не може да бъде потушен. След това в бойното отделение са разпръснати патрони и снаряди, залети с петрол и вътре са хвърлени няколко термитни гранати, за да се доунищожи танка.
На 27 ноември 2004 при детонацията на импровизирано взривно устройство (ИВУ) танк Abrams бива напълно унищожен. Устройството е било съставено от три 155 mm снаряда и експлозиви с общо тегло около 35 кг. При взрива загива шофьора на танка.
На 25 декември 2005 друг M1А2 е изкаран от строя след взрив на ИВУ в центъра на Багдад. Един от горивните резервоари се подпалва и танкът е изоставен. При нападението загива един член на екипажа.
На 4 юни 2006 при подобни обстоятелства загиват двама войници, а танкът отново е изкаран извън строя.
Често иракски бунтовници нападат танковете с РПГ от засада, като се целят в уязвимите части на машината – веригите и върха на купола. Освен това десетки танкисти са били убити от снайперисти.

## Варианти
- XM1 – експериментален модел. Произведени са 8 бройки през 1978.
- M1 – базов модел. Производството продължава от 1979 до 1985 година, произведени са 3273 танка.
- M1IP (Improvement Production) – модел, предхождащ M1А1 с няколко подобрения на базовия. Произвеждан за кратко 1984.
- M1A1 – произвеждан от 1985 до 1992 година, включва десетки модификации на базовия модел. Произведени са 4976 за американската армия, 221 за USMC, 755 за Египет, 59 продадени на Австралия.
- M1A1HC (Heavy Common) – с плочи от обеднен уран, капсулиран в стомана, за по-добра бронезащита, снабден е с по-компактна система за ЯХБЗ и с по-голямо складово отделение за боеприпаси, както и 120 mm гладкостволно оръдие М256.
- M1A1-D (Digital) – с добавен комплект от дигитални инструменти, за да се синхронизира работата на M1А1 с новите M1A2 SEP.
- M1A1-AIM (Abrams Integrated Management) – програма за подновяване, при която се сменят всички използвани компоненти и танкът на практика придобива качествата на току-що произведен. 59 M1А1, преминали през тази програма, са продадени на Австралия.
- M1A1 KVT (Krasnovian Variant Tank) – M1А1 с модификации по дизайна, които го правят да прилича на съветски танк (Т-80У или Т-90), за тренировъчни цели.
- M1A2 – значително подобрен вариант, чието производство започва през 1992. Първоначално са произведени 77 танка и над M1А1 са модернизирани до това ниво. 315 от танковете на Саудитска Арабия и 218 от тези на Кувейт също са модернизирани.
- M1A2 SEP (System Enhancement Package) – с комплект от ново електронно оборудване, както и 3-то поколение броня с обеднен уран, вече капсулиран в графит. Произведени са 240, до това ниво са модернизирани 300, както и 250 модернизирани за Египет.
- M1 Grizzly Engineer Vehicle – инженерен танк.
- M1 Panther II Remote Controlled Mine Clearing Vehicle – минопочистваща машина с дистанционно управление.
- M104 Wolverine Heavy Assault Bridge – самоходен брониран мост.
- M1 Panther II Mine Clearing Blade/Roller System – минопочистваща и изкопна машина с дистанционно управление.
- M1 Assault Breacher Vehicle – самоходна пробивна машина.
- M1 Armored Recovery Vehicle – бронирана ремонтно-евакуационна машина. Произведен е само един прототип.

### Сравнителна таблица
|                     | M1                                    | M1IP                                  | M1A1                                  | M1A2                                  | M1A2 SEP                              |
| ------------------- | ------------------------------------- | ------------------------------------- | ------------------------------------- | ------------------------------------- | ------------------------------------- |
| Дължина             | 9,77 m                                | 9,77 m                                | 9,77 m                                | 9,77 m                                | 9,77 m                                |
| Ширина              | 3,7 m                                 | 3,7 m                                 | 3,7 m                                 | 3,7 m                                 | 3,7 m                                 |
| Височина            | 2,37 m                                | 2,37 m                                | 2.44 m                                | 2.44 m                                | 2.44 m                                |
| Максимална скорост  | 72 km/h                               | 72 km/h                               | 67 km/h                               | 67 km/h                               | 68 km/h                               |
| Автономност по шосе | 498 km                                |                                       | 465 km                                | 391 km                                |                                       |
| Тегло               | 61.4 тона                             | 62.8 тона                             | 67.6 тона                             | 68.4 тона                             | 69.5 тона                             |
| Основно въоръжение  | Нарезно 105 mm M68                    | Нарезно 105 mm M68                    | Гладкостволно 120 mm M256             | Гладкостволно 120 mm M256             | Гладкостволно 120 mm M256             |
| Екипаж              | 4 (командир, стрелец, пълнач, шофьор) | 4 (командир, стрелец, пълнач, шофьор) | 4 (командир, стрелец, пълнач, шофьор) | 4 (командир, стрелец, пълнач, шофьор) | 4 (командир, стрелец, пълнач, шофьор) |

Бележка: Всички варианти са с двигател от 1 500 к.с. (1119 kW).

### Комплект за градски бой
Комплектът за градски бой, наречен TUSK (Tank Urban Survival Kit – букв. Комплект за оцеляване на танка в градски условия) е пакет от подобрения, предназначен да увеличи боеспособността на танка в гъстонаселени места. Именно градовете правят танковете най-уязвими, тъй като всички слаби места на машината могат да бъдат ударени от всички посоки. Подобренията по танка включват:
- реактивна броня по страничните бордове;
- решетъчна броня за защита от РПГ-та и други подобни снаряди;
- картечницата на командира е заменена с картечна установка с дистанционно управление;
- другата допълнителна картечница на купола има бронещитове;
- от външната страна на танка е поставен специален телефон, чрез който поддържащата пехота може да комуникира с екипажа на танка;
- добавени са необходимите елементи за пълен полеви ремонт на машината;

Американската армия е поръчала общо 505 комплекта за подобрение на танковете.

## Камуфлаж
M1 Abrams още от началото бива боядисван изцяло в масленозелено, докато по-старите американски танкове са в тъмно военно зелено с бяла петолъчка, вече остарял символ на американската армия. В пустинен камуфлаж са боядисани танковете на служба в Ирак. Резервните компоненти се боядисват в масленозелено, и затова е възможно танк с пустинен камуфлаж да има зелени колела, например.

## Оператори
- Австралия – купува 59 танка M1A1 AIM през 2006.[17]
- Египет – 1 005, от които 755 ще бъдат модернизирани до M1A2 SEP. Останалите са вече модернизирани.[18]
- Ирак – през 2008 поръчва 140 танка M1А1М[19][20]
- Кувейт – 218 M1А2[21]
- Саудитска Арабия – 315 M1А2 + 73 M1А1[22]
- САЩ
  -  Армия на САЩ – 1 174 M1А1 + 4 393 M1А2;[23]
  -  Морска пехота на САЩ – 403 M1А1;[24]
  -  Национална гвардия на САЩ – неизвестен брой M1, вероятно над 100.